# The Ocean
The Ocean, auch bekannt als „The Ocean Collective“, ist eine Post-Metal-Band aus Berlin. Sie baut Elemente des Progressive Metal und der klassischen Musik in ihre Stücke ein, oftmals wird die Band auch dem Sludge zugerechnet.

## Geschichte
Im frühen Winter des Jahres 2000 zog Gitarrist/Songwriter Robin Staps nach Berlin. Ende 2001 bezog die Band die Kellerräume einer ehemaligen Aluminiumfabrik aus dem Zweiten Weltkrieg und richtete dort „Oceanland“, einen Komplex aus Probe-, Schlaf- und Studioräumen, ein, wo bis 2007 alle Alben in Eigenregie aufgenommen und produziert wurden. Im Juli 2002 spielten The Ocean ihr erstes offizielles Konzert mit drei klassischen Live-Instrumentalisten (Posaune, Cello, Querflöte) vor 300 Zuschauern in Berlin-Mitte. Im Oktober 2003 erschien nach einem in Eigenregie veröffentlichten Album namens Islands/Tides die erste offizielle CD Fogdiver über Make My Day Records.
Nach zahlreichen Konzerten und Kurztouren im In- und Ausland gewannen The Ocean im Dezember 2003 den Bandwettbewerb für das Riotfest in Antwerpen (Belgien). Im Januar 2004 begann die Band mit den Aufnahmen für zwei neue Studioalben. In drei Monaten wurde ein gesamtes Orchester mit acht Geigen, fünf Celli, Klarinetten und Flöten klanglich abgebildet. Die erste Hälfte dieser Aufnahmesession erschien unter dem Titel Fluxion im August 2004 über Make My Day Records (Deutschland) und Throne Records (europ. Ausland). Ein neuer Sänger gesellte sich bereits vor den Aufnahmen zum Kollektiv und sorgte dafür, dass das Album wesentlich direkter und ungemütlicher ausfiel als das instrumentale Fogdiver.
Im Herbst 2004 erfolgten mehrere Konzerte mit Nasum und Cult of Luna, bevor sie im November zu ihrer ersten Headliner-Tour durch Deutschland aufbrach. Anschließend wurde die Arbeit an der zweiten Hälfte von Fluxion bei Metal Blade Records fortgesetzt. Der Nachfolger Aeolian fiel nochmals eine Spur direkter und härter aus; die auf Fluxion vertretenen, klassischen Instrumentalpassagen traten vorerst in den Hintergrund. Eine Reihe von Gastsängern konnte verpflichtet werden, unter anderem Tomas Hallbom von Breach, Nate Newton (Converge / Old Man Gloom) und Sean Ingram (Coalesce). Gemastert wurde das Album im Tonteknik-Studio im schwedischen Umeå von Magnus Lindberg (Cult of Luna).
So verbrachte die Band fünf Monate des Jahres 2006 im Tourbus, um Aeolian von Schweden bis Portugal zu promoten. Im Zuge dessen spielten The Ocean auch auf einigen großen Sommerfestivals, wie dem Summer Breeze, Brutal Assault (Tschechische Republik) und einem Einzelkonzert auf dem St Feliu Festival in Spanien. Ende des Jahres begann die Band die Arbeiten an Precambrian. Bemerkenswert hierbei ist, dass das Album nach dem Präkambrium und die Lieder des Albums nach im Präkambrium liegenden Erdzeitaltern benannt wurden. Die erste Hälfte des Jahres 2007 verbrachten The Ocean im Studio, bevor die Band im August zu einer vierwöchigen Europatour mit The Black Dahlia Murder aufbrach. Precambrian wurde am 5. November veröffentlicht.
2008 musste die Band das „Oceanland“ aufgeben. Zur selben Zeit kristallisierte sich, im Gegensatz zum früheren häufigen Wechsel der Musiker, eine feste Formation heraus, die hauptsächlich aus Schweizern bestand, weshalb die Band ihren Proberaum auch in jenes Land verlagerte. Die Zahl der Gastsänger auf dem im April 2010 erschienenen Album Heliocentric war gegenüber dem Vorgängeralbum ebenfalls reduziert. Wieder aufgegriffen wurde hingegen das Konzept von zwei thematisch verbundenen Alben, die jedoch in einem deutlichen zeitlichen Abstand veröffentlicht wurden, wie es auch bei Fluxion und Aeolian der Fall war. Das im November 2010 erschienene Anthropocentric bildete dabei das musikalisch härtere Gegenstück zum vergleichsweise ruhigen Vorgänger-Album. Die Texte beider Alben behandeln die Aufrechterhaltung des geozentrischen Weltbildes sowie des daraus abgeleiteten Anthropozentrismus durch christliche Fundamentalisten.
Am 26. April 2013 erschien das Nachfolgewerk Pelagial, das als Doppelalbum veröffentlicht wurde, wobei eine CD die Instrumentalversion darstellt und die andere CD mit Gesang beinhaltet. Es handelt sich um ein Konzeptalbum über den Ozean, wobei in elf Songs die fünf pelagischen Schichten von oben nach unten vertont werden. Am 31. Oktober 2013 gab die Band den Ausstieg von Schlagzeuger Luc Hess und Gitarrist Jona Nido bekannt. Dieser wurde mit persönlichen und musikalischen Differenzen begründet, welche sich über die Jahre der Zusammenarbeit eingestellt hätten, sei jedoch einvernehmlich geschehen. Ab 2014 wird das Lineup durch Paul Seidel (Schlagzeug; ehemals War from a Harlots Mouth) und Damian Murdoch (Gitarre) komplettiert. Am 23. Oktober 2015 veröffentlichte The Ocean auf ihrem Label Pelagic Records zusammen mit der japanischen Post-Rock-Band Mono die Split-EP Transcendental, auf der das über zwölfminütige neue Stück „The Quiet Observer“ enthalten ist.
Im Februar 2018 begannen die Studioaufnahmen für das Album Phanerozoic I: Palaezoic, welches am 2. November 2018 erschien. Das zweiteilige Werk, dessen Fortsetzung für 2020 angekündigt wurde, ist ein Konzeptalbum, das inhaltlich die Lücke zwischen Precambrian und Heliocentric/Anthropocentric schließen soll, indem es sich mit der Evolution, Diversifikation der Lebensformen und dem Massenaussterben im Erdzeitalter des Paläozoikums befasst. Neben Gitarrist und Songwriter Robin Staps besteht das Lineup aus Paul Seidel am Schlagzeug, Mattias Hägestrand am Bass, Loïc Rossetti als Sänger, Vincent Membrez am Piano und Cellistin Dalai Theofilopoulou.
Am 25. September 2020 wurde Phanerozoic II: Mesozoic | Cenozoic veröffentlicht, dem im Vergleich zum Vorgänger ein noch größeres musikalisches Spektrum bescheinigt wird.

## Diskografie

### Studioalben
| Jahr | Titel Musiklabel                                        | Höchstplatzierung, Gesamtwochen, AuszeichnungChartplatzierungen (Jahr, Titel, Musiklabel, Platzierungen, Wochen, Auszeichnungen, Anmerkungen) | Höchstplatzierung, Gesamtwochen, AuszeichnungChartplatzierungen (Jahr, Titel, Musiklabel, Platzierungen, Wochen, Auszeichnungen, Anmerkungen) | Anmerkungen                                                                       |
| Jahr | Titel Musiklabel                                        | DE | CH | Anmerkungen                                                                       |
| ---- | ------------------------------------------------------- | --- | --- | --------------------------------------------------------------------------------- |
| 2003 | Fogdiver Make My Day Records                            | — | — | Erstveröffentlichung: 1. September 2003                                           |
| 2004 | Fluxion Make My Day Records                             | — | — | Erstveröffentlichung: November 2004 Wiederveröffentlicht 2009 auf Pelagic Records |
| 2006 | Aeolian Metal Blade Records                             | — | — | Erstveröffentlichung: 7. März 2006                                                |
| 2007 | Praecambrium Metal Blade Records                        | — | — | Erstveröffentlichung: 5. November 2007                                            |
| 2010 | Heliocentric Metal Blade Records                        | — | — | Erstveröffentlichung: 9. April 2010                                               |
| 2010 | Anthropocentric Metal Blade Records                     | — | — | Erstveröffentlichung: 9. November 2010                                            |
| 2013 | Pelagial Metal Blade Records                            | DE68 (1 Wo.)DE | — | Erstveröffentlichung: 26. April 2013                                              |
| 2018 | Phanerozoic I – Palaeozoic Metal Blade Records          | DE41 (1 Wo.)DE | — | Erstveröffentlichung: 2. November 2018                                            |
| 2020 | Phanerozoic II: Mesozoic / Cenozoic Metal Blade Records | DE9 (1 Wo.)DE | CH50 (1 Wo.)CH | Erstveröffentlichung: 25. September 2020                                          |
| 2023 | Holocene Pelagic Records                                | DE15 (1 Wo.)DE | — | Erstveröffentlichung: 19. Mai 2023                                                |

### Sonstige Veröffentlichungen
- 2002: The Ocean (demo; selbstveröffentlicht)
- 2005: Split-7" mit der Band Burst (Garden of Exile Records)
- 2005: Queen of the Food-Chain/Inertia (7"-Single; Furthermocker Records)
- 2015: Transcendental (Split-EP mit der Band Mono; Pelagic Records)
- 2021: Phanerozoic Live (Livealbum; Pelagic Records)